# Juliomys ximenezi
O Juliomys ximenezi é uma espécie de roedor endêmica do Brasil, da família Cricetidae.

## Área de Ocorrência
Ocorre no extremo norte do estado do Rio Grande do Sul e muito provavelmente no extremo sul de Santa Catarina. Foi coletado uma vez no Parque Nacional Aparados da Serra, no município de Cambará do Sul.